# 布鲁图斯 (纽约州)
布鲁图斯（英語：Brutus）是位于美国纽约州卡尤加县的一个镇，地处卡尤加县东部、雪城以西，建于1802年。2010年美国人口普查时，该镇有4464人，也是该县人口最多的城镇。